# Caitlin Sanchez
Caitlin Sanchez (* 17. Januar 1996 in Englewood, New Jersey) ist eine US-amerikanische Schauspielerin und Synchronsprecherin. 

## Leben
Sanchez wuchs in New Jersey auf. Erste Erfahrungen als Schauspielerin sammelte sie am New Jersey Performing Arts Center und am Victoria Theatre. 2005 und 2007 gewann sie den Tito Puente Musical Scholarship Award. 2006 hatte sie eine Gastrolle in einer Episode der Fernsehserie Law & Order: Special Victims Unit.
2008 übernahm Sanchez die Synchronisation der Titelrolle der populären Nickelodeon-Zeichentrickserie Dora, nachdem sie sich im Casting gegen mehr als 600 Mitbewerberinnen durchgesetzt hatte. Im selben Jahr spielte sie die Rolle der Monica in dem Film Phoebe im Wunderland. 2012 wurde sie als Sprecherin der Dora durch Fátima Ptacek ersetzt.

## Filmografie
- 2006: Law & Order: Special Victims Unit (Fernsehserie, Gastauftritt)
- 2008–2012: Dora the Explorer (Sprechrolle)
- 2008: Phoebe im Wunderland
- 2008: Lipstick Jungle (Fernsehserie, Gastauftritt)